# Бернд Келерт
Бернд Міхаель Келерт (нім. Bernd Michael Köhlert; 10 листопада 1942, Штеттін, Третій Рейх — 29 серпня 1964, Альбервіль, ДРК) — німецький найманець.

## Біографія
Виріс в Торгелові. В жовтні 1957 року разом з матір'ю втік з ФРН і переїхав в Саарбрюккен. Келерт здобу освіту електрика, після чого 3 роки служив в повітряно-десантних частинах бундесверу, унтерофіцер. Закінчив училище повітряної посадки і повітряного транспорту в Альтенштадті. В червні 1964 року звільнився з армії.
3 серпня 1964 року вилетів з Франкфурта-на-Майні в Йоганнесбург. Своїй сім'ї Келерт сказав, що хоче емігрувати. Келлерт був у складі однієї з перших груп чисельністю в 38 найманців, які прибули 21 серпня 1964 року через ПАР в Каміну для участі в придушенні повстання Сімба. Всього через 2 дні після прибуття в Каміну підрозділ під командуванням Майка Гоара був переміщений на літаку в Мобу. Звідти Гоар планував разом з 24 бійцями на трьох десантних човнах переправитися через озеро Танганьїка, щоб атакувати Альбервіль і звільнити європейських заручників. Перехід по озеру виявився складним, оскільки в другу ніч 2 з трьох підвісних човнових моторів перестали працювати, і найманцям довелося гребти вручну. На підступах до міста група піддалася обстрілу з лікарні, в результаті якого загинули Келлерт та інший найманець Вальтер Нестлер. Вони стали першими німецькими найманцями, які загинули в Конго.

## Вшанування пам'яті
На початку вересня 1964 року Зігфрід Мюллер виголосив похоронну промову на знак поваги до загиблих товаришів, а 5 грудня 1965 року Майк Гоар відвідав могили загиблих найманців, перш ніж покинути Конго.

## Спадок
Смерть Келерта була використана пропагандистами НДР Альтером Гайновскі і Гергардом Шойманном для демонізації влади ФРН. Вони стверджували, що влада ФРН зомбувала юнака для участі в неоколоніальній війні.